# Palaco
Palaco (vissuto durante il I secolo a.C., in latino Palacus o Palakus) fu il re della Scitia inferiore dopo Skilurus, di cui era figlio. Continuò la guerra contro Mitridate VI, cercando di assediare Cherson, ma venne sconfitto dal generale Diofanto. Stretta alleanza con il re dei Roxolani Tasio, Palaco tentà di invadere la Crimea.
Gli invasori vennero sconfitti da Diofanto e accettarono Mitridate come proprio signore. Palaco fu l'ultimo re scito ad essere citato con il proprio nome nelle fonti classiche.